# Демовщина
Де́мовщина (укр. Демівщина) — село, входит в Кагарлыкский район Киевской области Украины.
Население по переписи 2001 года составляло 505 человек. Почтовый индекс — 09215. Телефонный код — 4573. Занимает площадь 3,435 км². Код КОАТУУ — 3222283201.

## Местный совет
09215, Київська обл., Кагарлицький р-н, с.Демівщина, вул.Комсомольська